# Kandergrund
Kandergrund is een gemeente en plaats in het district Frutigen-Niedersimmental van het Zwitserse kanton Bern. Kandergrund telde eind 2018 ruim 800 inwoners (in 2013 777 inwoners).

## Munitiedepot
In de buurtschap Mitholz (962 m), een dorpje met toen ca. 200 inwoners, ontplofte op 19 december 1947 een munitiedepot. Hierbij vielen negen doden en zeven gewonden en werden minstens veertig huizen verwoest of zwaar beschadigd, waaronder het treinstation. De schade bedroeg zo'n 100 miljoen frank.
Tussen 2031 en 2041 wordt het munitiedepot met nog 3500 ton springstof definitief ontmanteld. Alle ca. 170 inwoners van Mitholz moeten gedurende tien jaar hun dorp verlaten en worden elders ondergebracht.